# Thor (película)
Thor es una película de superhéroes estadounidense de 2011 basada en el personaje homónimo de Marvel Comics, producida por Marvel Studios y distribuida por Paramount Pictures.Siendo la cuarta entrega del universo cinematográfico de Marvel, la cinta fue dirigida por Kenneth Branagh, con un guion de Ashley Edward Miller, Zack Stentz y Don Payne. Está protagonizada por Chris Hemsworth, Tom Hiddleston, Natalie Portman, Stellan Skarsgård, Idris Elba, Jaimie Alexander, Colm Feore, Rene Russo, Anthony Hopkins. El filme cuenta la historia de Thor, el príncipe heredero de Asgard, que es exiliado de su hogar a la Tierra. Estando allí, forma una relación con Jane Foster, una científica. Sin embargo, Thor debe detener a su hermano adoptivo Loki, que pretende convertirse en el nuevo rey de Asgard.
Sam Raimi desarrolló por primera vez el concepto de una adaptación al cine de Thor en 1991, pero poco después abandonó el proyecto, dejándolo en el «infierno de desarrollo» por varios años. Durante este tiempo, varios estudios obtuvieron los derechos hasta que Marvel Studios contrató a Mark Protosevich para desarrollar el proyecto en 2006, y planeaba financiarlo y estrenarlo a través de Paramount Pictures. Matthew Vaughn originalmente iba a dirigir la cinta para un tentativo estreno en 2010. Sin embargo, después de que Vaughn quedó liberado de su contrato en 2008, Branagh fue contactado y el estreno del filme se reprogramó para 2011. Los actores principales fueron elegidos en 2009, y el rodaje tuvo lugar en California y Nuevo México desde enero hasta mayo de 2010. La película fue convertida a 3D en posproducción.
Thor tuvo su premier el 17 de abril de 2011, en Sídney, Australia y se estrenó el 6 de mayo de 2011 en los Estados Unidos. Recibió reseñas generalmente mixtas a positivas de parte de la crítica y de la audiencia y recaudó más de 440 millones de dólares contra un presupuesto de 150 millones de dólares. Salió a la venta en DVD y Blu-ray el 13 de septiembre de 2011. Una secuela, Thor: The Dark World, se estrenó el 8 de noviembre de 2013. Su tercera película, Thor: Ragnarok, fue estrenada el 3 de noviembre de 2017. Su cuarta película, Thor: Love and Thunder fue estrenada el 8 de julio de 2022.

## Argumento
En el 965 d. C., Odín, rey de Asgard, libra la guerra contra los Gigantes de Hielo de Jötunheim y su líder Laufey, para evitar que conquisten los nueve reinos, comenzando con la Tierra, en Noruega. Los guerreros asgardianos derrotan a los Gigantes de Hielo y se apoderan de la fuente de su poder, el Cofre de los Inviernos Pasados.
En el presente, el hijo de Odín, Thor se prepara para ascender al trono de Asgard, sin embargo y en medio de la ceremonia de coronación es súbitamente interrumpida cuando unos Gigantes de Hielo se infiltran en el palacio de Asgard para intentar recuperar el Cofre de los Inviernos Pasados, pero afortunadamente Odín, con la ayuda del Destructor, logra detenerlos antes de que estos escaparan con el cofre. En contra de las órdenes de Odín, Thor viaja a Jötunheim para confrontar a Laufey, acompañado por su hermano Loki, su amiga de la infancia Sif y los Tres Guerreros: Volstagg, Fandral, y Hogun. Se desata una batalla hasta que Odín interviene para salvar a los asgardianos, destruyendo la frágil tregua entre ambas razas. Como castigo por la arrogancia de Thor, Odín despoja a su hijo de su poder divino y lo exilia a la Tierra como un mortal, acompañado por su martillo Mjolnir, ahora protegido por un encantamiento que permite que solo alguien digno pueda empuñarlo.
Thor aterriza en Nuevo México, donde la astrofísica Dra. Jane Foster, su asistente Darcy Lewis, y su mentor el Dr. Erik Selvig, lo encuentran. La población local encuentra el Mjolnir, el cual el agente de S.H.I.E.L.D. Phil Coulson pronto requisa antes de adquirir por la fuerza los datos de Jane sobre el agujero de gusano que llevó a Thor a la Tierra. Por otro lado Thor, habiendo descubierto la cercana ubicación de su martillo, busca recuperarlo de la instalación que S.H.I.E.L.D. construyó rápidamente alrededor del mismo, pero se da cuenta de que es incapaz de levantarlo y es capturado. Con la ayuda de Selvig, es liberado y se resigna al exilio en la Tierra mientras desarrolla un romance con Jane.
Mientras tanto en Asgard, Loki descubre que en realidad es el hijo de Laufey, y que fue adoptado por Odín después de que terminó la guerra. Odín, cansado, cae en el profundo «sueño de Odín» para recuperar sus fuerzas. Loki se apodera del trono en el lugar de Odín y le ofrece a Laufey la oportunidad de matar a Odín y recuperar el Cofre. Sif y los Tres Guerreros, infelices con el régimen de Loki, intentan regresar a Thor del exilio, convenciendo a Heimdall, guardián del Bifröst —el medio de transporte entre mundos— de dejarlos pasar a la Tierra. Al tanto del plan, Loki envía al Destructor, un autómata, para perseguirlos y matar a Thor. Los guerreros encuentran al dios del trueno, pero el Destructor, los ataca y derrota, incitando a Thor a ofrecerse en su lugar. Golpeado por el autómata y casi muerto, su sacrificio prueba ser digno de empuñar Mjolnir y el martillo rápidamente regresa a él, restaurando sus poderes y permitiéndole derrotar al Destructor. Luego de besar a Jane como despedida y prometer su regreso, Thor y sus compañeros asgardianos se van para confrontar a Loki.
En Asgard, Loki traiciona y mata a Laufey, revelando su verdadero plan de usar el intento del atentado del gigante contra la vida de Odín como una excusa para destruir Jötunheim con el puente de Bifröst, probándose así digno ante su padre adoptivo. Thor llega y combate a su hermano antes de destruir el puente para frustrar el plan de Loki, quedando varado en Asgard. Odín despierta y evita que los hermanos caigan al abismo creado a raíz de la destrucción del puente, pero Loki se deja caer cuando Odín rechaza sus súplicas de aprobación. Loki acaba cayendo en un agujero de gusano y llega a la Tierra. Thor hace las paces con su padre, admitiendo que no está listo para ser rey. Mientras tanto, en la Tierra, Jane y su equipo buscan un modo de abrir un portal a Asgard.
En una escena poscréditos, Selvig es llevado a una instalación de S.H.I.E.L.D., donde Nick Fury abre un maletín y le pide que estudie el Teseracto, ya que según Fury, podría contener un poder incalculable. Un Loki invisible hace que Selvig esté de acuerdo.

## Reparto

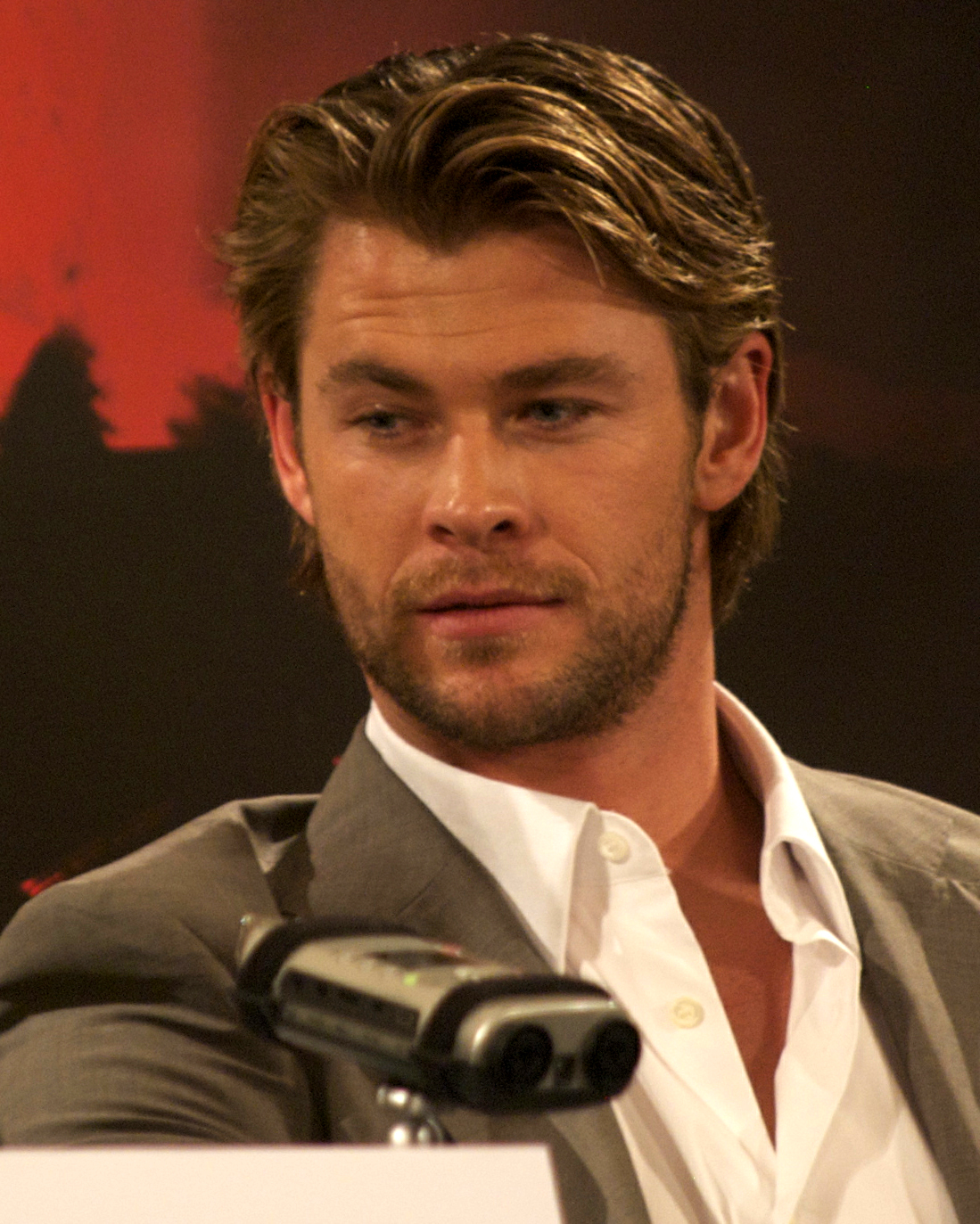
Hemsworth promocionando la cinta en Londres en abril de 2011

- Chris Hemsworth como Thor:

El príncipe heredero de Asgard, basado en la deidad mitológica nórdica del mismo nombre. El director Kenneth Branagh y el jefe de Marvel Studios Kevin Feige eligieron a Hemsworth después de un proceso de ida y vuelta en la que inicialmente descartaron al actor de 27 años y luego le dieron una segunda oportunidad de interpretar al personaje. Hemsworth afirmó que aumentó 20 libras (9 kg) para el papel comiendo sin parar y reveló que «No fue hasta Thor que comencé a levantar pesas, todo era bastante nuevo para mí.» En cuanto a su opinión del personaje, el actor dijo, «Simplemente intentamos humanizarlo todo, y mantenerlo muy real. Investigar todo sobre los cómics que pudiéramos, pero también regresarlo a ‘¿Quién es este tipo como persona, y cuál es su relación con la gente en las escenas individuales?’». Sobre abordar el estilo de lucha de Thor, remarcó, «Primero, miramos los cómics y las posturas, el modo en que [Thor] se mueve y pelea, y la mayoría de su poder parece extenderse a través del suelo. Hablamos sobre boxeadores, sabes, Mike Tyson, muy cerca del suelo, pecho grande y abierto, bruscos cambios de hombro, y como brutal pero con gracia al mismo tiempo, y luego, mientras rodábamos, las cosas se hacían más fáciles.»

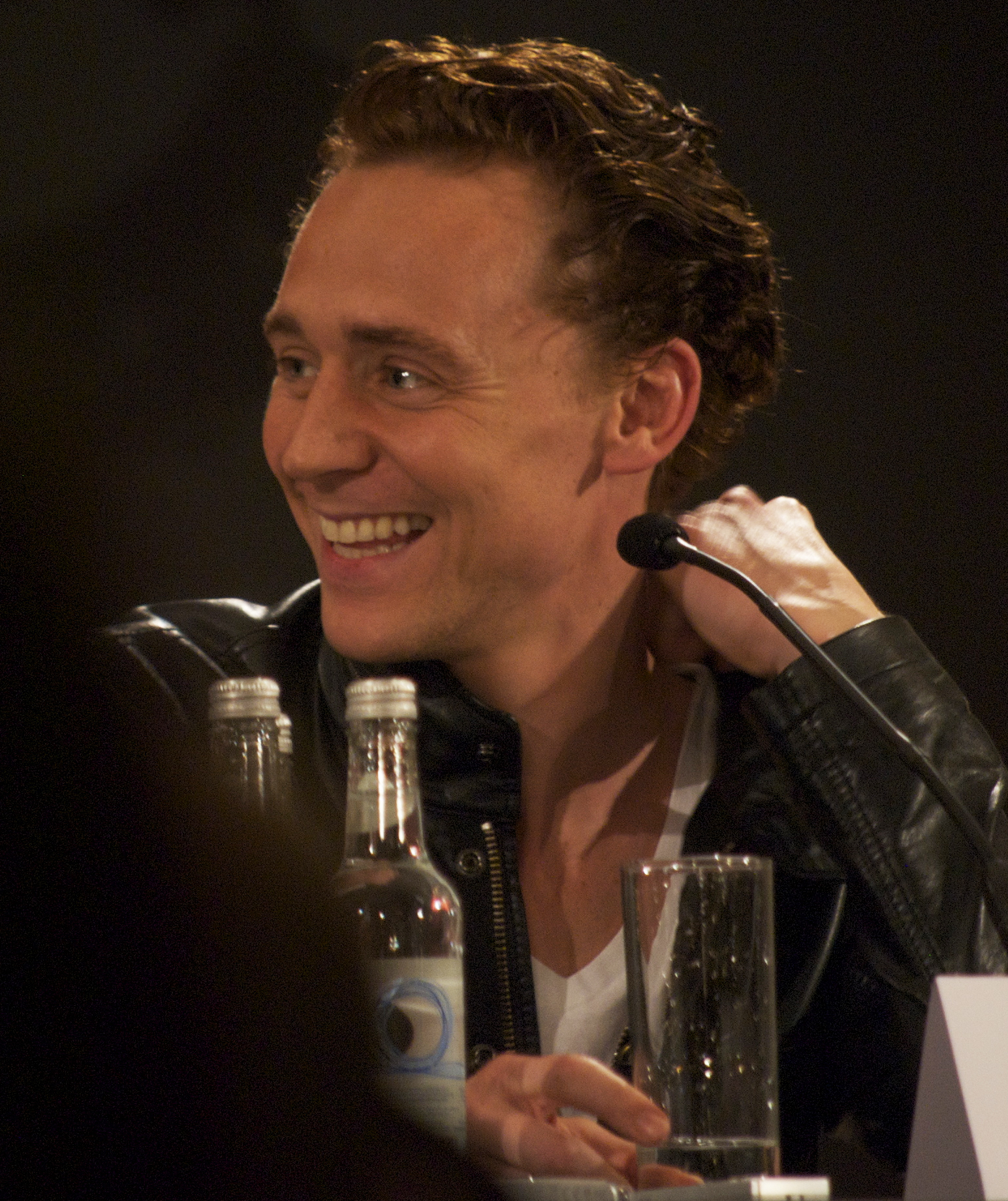
Hiddleston promocionando la cinta en Londres en abril de 2011

- Tom Hiddleston como Loki:

El hermanastro y némesis de Thor basado en la deidad del mismo nombre. Hiddleston fue elegido después de haber trabajado previamente con Branagh en Ivanov y Wallander. Al principio el actor audicionó para interpretar a Thor, pero el director decidió que su talento se aprovecharía mejor siendo Loki. Hiddleston dijo que «Loki es como una versión de cómic de Edmundo en El rey Lear, pero más desagradable.» También comentó que tuvo que mantener una dieta estricta antes del inicio del rodaje porque «Ken [Branagh] quiere que Loki tenga un aspecto delgado y hambriento, como Casio en Julio César. Físicamente, no puede hacerse pasar por Thor». Hiddleston consideró a Peter O'Toole como inspiración para Loki, explicando, «Curiosamente, [Kenneth Branagh] dijo que mirara a Peter O'Toole en dos películas específicas, El león en invierno y Lawrence de Arabia. [...] lo que es hermoso sobre su actuación [como el rey Enrique] es que ves qué tan dañado está. Hay cierta crudeza [en su actuación]; es casi como si estuviera viviendo con una capa de piel desprendida. Es grandioso y lloroso y, en un momento, a veces hilarante y luego aterrador. Lo que queríamos era la volatilidad emocional. Es un estilo de actuación diferente, no es exactamente lo mismo, pero es fascinante regresar y ver a un actor tan grande como O'Toole dirigirse a aquellas grandes colinas altas.»
- Natalie Portman como Jane Foster:

Una científica y el interés amoroso de Thor. Marvel Studios afirmó en un anuncio que el personaje fue actualizado de la representación inicial de los cómics para la adaptación al cine. Cuando se le preguntó por qué aceptó el papel, Portman respondió, «Solo pensé que sonaba como una idea extraña porque Kenneth Branagh la dirige, así que yo estaba como, ‘Kenneth Branagh haciendo Thor es súper extraño, tengo que hacerlo.’» La actriz dijo que en verdad quería hacer una película con grandes efectos que enfatizara el carácter, y poder hacerlo con Branagh era un nuevo modo de abordarlo, relativo a Star Wars. Sobre su preparación para el papel, Portman remarcó, «Firmé para hacerlo antes de que hubiera un guion. Y Ken, que es asombroso, que es tan increíble, estaba como, ‘En verdad puedes ayudar a crear este personaje’. Pude leer todas estas biografías de científicas como Rosalind Franklin, que en realidad descubrió la doble hélice del ADN pero no obtuvo el crédito por ello. Los conflictos que tuvieron y el modo en que pensaban; yo estaba como, ‘Qué gran oportunidad, en una película tan grande que tanta gente verá, tener una mujer como científica’. Ella es una científica muy seria. Debido a que en el cómic es una enfermera y ahora la hicieron una astrofísica.»
- Stellan Skarsgård como Erik Selvig:

Un científico investigando en Nuevo México que encuentra a Thor. Skarsgård afirmó que al principio no estaba familiarizado con la versión de cómic de Thor. Sobre por qué aceptó el papel, el actor remarcó, «Elegí Thor por [el director] Kenneth Branagh. El guion era bueno y pudimos ensayar, hablar con los guionistas y colaborar un poco en el proceso para hacer que encaje con nosotros. Así que pasé un rato muy feliz en eso. Lo que siempre intento es inmediatamente hacer algo que no he hecho antes para tener variación en mi vida. He hecho alrededor de 90 películas y si hubiera hecho lo mismo una y otra vez me habría aburrido para ahora. Trato de elegir películas diferentes, voy, hago aquellas grandes cosas y habiendo hecho eso normalmente puedo darme el lujo de ir y hacer algunas películas oscuras muy pequeñas y experimentar un poco».
- Idris Elba como Heimdall:

El centinela asgardiano del puente del Bifröst que todo lo ve y todo lo oye, basado en la deidad mitológica del mismo nombre. Elba dijo que la participación de Branagh fue un gran incentivo para aceptar el papel: «[Branagh] me llamó personalmente y dijo, ‘Sé que no es un papel grande, pero en verdad me encantaría verte interpretarlo.’ Es Kenneth Branagh. Yo estaba como, ‘Definitivamente’». Sobre el papel, el actor remarcó, «¡Hice pantalla verde por primera vez! Sin embargo, no me gustaría hacer toda una película de pantalla verde. Como que olvidas la trama un poco; es como estar en una obra de Broadway, hacerla una y otra vez y olvidar tu línea en la mitad». Elba afirmó que ha hecho un compromiso de cuatro películas con Marvel Studios. La elección del actor produjo la proposición de un boicot de parte del Consejo de Ciudadanos Conservadores y un debate entre los fanes de los cómics, algunos insistiendo que estaba mal que un hombre negro interpretara a un dios nórdico. En respuesta, Elba llamó al debate «ridículo».
- Jaimie Alexander como Sif:

Una guerrera y amiga de la infancia de Thor basada en la deidad mitológica del mismo nombre. Alexander era conocida por su interpretación de Jessi XX en la serie de ABC Family Kyle XY. La actriz dijo que estaba familiarizada con Marvel Comics antes de haber aceptado el papel, habiendo crecido con cuatro hermanos varones. Alexander dijo que el papel requirió horas por día en el gimnasio, aunque entrenar es familiar para ella, explicando que era una de las pocas chicas en el equipo de lucha de su secundaria en Colleyville, Texas. Describió a su personaje como «uno de los chicos» y que, «Es una guerrera muy talentosa y habilidosa y puede valerse por sí misma contra cualquier villano en la película». Sobre su relación con Thor, afirmó, «Ella es muy leal a Thor y le importa protegerlo y proteger a Asgard».
- Ray Stevenson como Volstagg:

Un miembro de los Tres Guerreros; un grupo de tres aventureros asgardianos que están entre los más íntimos camaradas de Thor, conocido por su gran apetito y su amplia circunferencia. Stevenson trabajó previamente con Kenneth Branagh en la película de 1998 The Theory of Flight, y con Marvel Studios como el personaje titular en Punisher: War Zone. El actor usó un traje de gordo para el papel, afirmando, «Me probé el traje, y lo que han hecho es como erotizarlo: es algo así como más delgado pero más redondo.» Stevenson dijo, «Tiene todo ese brío y vigor falstaffiano, y un poco de barriga cervecera para sugerir ese enorme apetito, pero no tiene el tipo de figura en forma de Weeble que tiene en los cómics. Es Falstaff con músculos. Tengo este asombroso traje interno con espuma adentro que se flexiona conmigo.»
- Kat Dennings como Darcy Lewis:

Una estudiante de ciencias políticas que es la becaria de Jane Foster. Dennings describió a su personaje como el «pequeño gnomo ayudante» de Foster. Explicó, «es como un lindo, inocente y pequeño cachorro o quizás un hámster. No había mucho en el guion para el papel de Darcy para empezar y ni siquiera había visto uno antes de aceptar el papel, así que en realidad no sabía quién era Darcy al principio. Pero en verdad evolucionó; ahora incluso es muy divertida. Es muy de Scooby-Doo si eso tiene sentido. Siempre está tres pasos detrás y reacciona a lo que ocurre con estas grandes expresiones. [...] Entiende mal las cosas y no le importa.»
- Tadanobu Asano como Hogun:

Un miembro de los Tres Guerreros, identificado principalmente por su actitud sombría y como el único miembro que no es un Æsir. Ray Stevenson dijo del personaje de Asano, «No habla mucho, pero cuando lo hace, todos se callan. Pero también en la sala de curación donde todos se recuperan de la derrota, él es quien simplemente va a lo suyo».
- Joshua Dallas como Fandral:

Un miembro de los Tres Guerreros, caracterizado como un espadachín imparable y romántico. Stuart Townsend inicialmente aceptó el papel después de que Zachary Levi se vio forzado a abandonarlo debido a un conflicto de calendario. Sin embargo, días antes del comienzo del rodaje, Townsend fue reemplazado por Dallas citando «diferencias creativas». Dallas dijo que creía que a Fandral «le gustaría pensarse un mujeriego. Le gustaría pensarse, decía, como el R. Kelly de Asgard. Es un amante, no un luchador». El actor mencionó que Errol Flynn fue una inspiración para el personaje, diciendo, «Fue una gran inspiración para el personaje y para mí. Vi muchas de sus películas y como que eso se metió en mis huesos. Traté de resaltar ese toque de ‘Flynn-dad’ en ello. Flynn tenía mucho de ese encanto juvenil que Fandral tiene».
- Colm Feore como Laufey:

Rey de los Gigantes de Hielo y padre biológico de Loki, basado en el ser mitológico del mismo nombre, que en el mito era en realidad la madre de Loki. Feore dijo que tomaba cinco horas que le aplicaran el maquillaje. Sobre su personaje, el actor remarcó, «Soy el Rey de los Gigantes de Hielo. Y si has visto a alguno de los Gigantes de Hielo, sabes que soy, por supuesto, el Napoleón de los Gigantes de Hielo. Tenemos algunos muchachos enormes y fabulosos que me hacen parecer un enano y miden como 2,59 m, 2,74 m. Pero, no. ¿No puedes verlo por la presencia dominante? Soy el jefe.» Dijo que el entrenamiento shakesperiano que compartió con Hopkins y el director lo ayudaron a que la producción se moviera con energía, agregando que «durante los descansos, Tony, yo mismo y Ken hablábamos en taquigrafía shakesperiana sobre lo que los personajes hacían, cómo pensábamos que debería ser, y cómo podríamos centrar nuestra atención de un modo más inteligente. Estas eran discusiones que duraban no más de unos minutos entre tomas, pero nos permitieron a Ken, Tony y [a mí] entendernos al instante sin que Ken se tomara una hora en explicarle a los actores exactamente qué sucedía. Así que eso fue de gran ayuda.»
- Rene Russo como Frigga:

La esposa de Odín, reina de Asgard, madre de Thor y madre adoptiva de Loki, basada en la deidad mitológica del Frigg. Russo afirmó en una entrevista en marzo de 2011 que ha firmado un contrato para posibles secuelas, bromeando, «Finalmente me echarán, así que quién sabe cuántas haré».
- Anthony Hopkins como Odín:

El soberano de Asgard, padre de Thor, y padre adoptivo de Loki, basado en la deidad mitológica del mismo nombre. En una entrevista, Hopkins admitió que no sabía nada del cómic. Sobre la película dijo, «Es una película de superhéroes, pero con una pizca de Shakespeare dentro». El actor afirmó, «Me interesa mucho esa relación entre padres e hijos», y que, «La relación entre mi padre y yo era fría. Era un personaje amoroso pero para mí, frío. Cuando era joven, él expresó su decepción porque yo era malo en la escuela y todo eso. No quería dañarme para nada, pero yo sentía que nunca podría cumplir con sus expectativas.» Hopkins expresó que encontró una resonancia personal en el papel de Odín, diciendo, «Es un hombre severo. Es un hombre con un propósito. Interpreto al dios que destierra a su hijo del reino de Asgard porque metió la pata. Es un joven impetuoso y temperamental —probablemente una astilla del viejo bloque— pero decido que no está realmente listo para gobernar el futuro reino, así que lo destierro. Yo soy duro, mi esposa se queja y yo digo, ‘Por eso yo soy rey.’ Es despiadado. Tómalo o déjalo. Las mujeres son mucho más piadosas; los hombres, no tanto. Sé que en mi vida, mi karma es ‘Si no te gusta, no cedas, sigue adelante.’ Y yo sigo adelante. Yo mismo soy un poco como Odín».
Clark Gregg repite su papel como el agente de S.H.I.E.L.D. Phil Coulson de Iron Man y Iron Man 2. Adriana Barraza interpreta a dueña de cafetería Isabella Álvarez y Maximiliano Hernández al agente de S.H.I.E.L.D. Jasper Sitwell. Los actores Joseph Gatt, Joshua Cox y Douglas Tait aparecen como Gigantes de Hielo. Stan Lee y J. Michael Straczynski tienen cameos como conductores de camiones de reparto. Samuel L. Jackson tiene un cameo no acreditado como Nick Fury, director de S.H.I.E.L.D. Jeremy Renner también tiene un cameo no acreditado como Clint Barton. Dakota Goyo y Ted Allpress interpretan a Thor y Loki, respectivamente, de niños.

## Doblaje
| Intérpretes       | Personaje                    | Doblaje español     | Doblaje hispanoamericano |
| ----------------- | ---------------------------- | ------------------- | ------------------------ |
| Chris Hemsworth   | Thor                         | Iván Labanda        | Andrés Gutiérrez Coto    |
| Natalie Portman   | Jane Foster                  | Nuria Trifol        | Cristina Hernández       |
| Tom Hiddleston    | Loki                         | David Brau          | José Gilberto Vilchis    |
| Anthony Hopkins   | Odín                         | Camilo García       | Gabriel Pingarron        |
| Rene Russo        | Frigga                       | Mercedes Montalá    | Rebeca Patiño            |
| Stellan Skarsgård | Erik Selvig                  | Salvador Vives      | Salvador Delgado         |
| Jaimie Alexander  | Sif                          | Elena Silva         | Karla Falcón             |
| Ray Stevenson     | Volstagg                     | Eduard Farelo       | Octavio Rojas            |
| Idris Elba        | Heimdall                     | Juan Carlos Gustems | Mario Arvizu             |
| Kat Dennings      | Darcy Lewis                  | Danai Querol        | Carla Castañeda          |
| Colm Feore        | Laufey                       | Gonzalo Abril       | Sebastián Llapur         |
| Jeremy Renner     | Clint Barton / Ojo de Halcón | Sergio Zamora       | Edson Matus              |
| Clark Gregg       | Phil Coulson                 | Alberto Mieza       | Ricardo Tejedo           |
| Joshua Dallas     | Fandral                      | Hernán Fernández    | Gerardo García           |
| Samuel L. Jackson | Nick Fury                    | Miguel Ángel Jenner | Gerardo Vázquez          |
| Stan Lee          | Camionero                    | Salvador Moreno     | Jesse Conde              |
| Tadanobu Asano    | Hogun                        | Andy Fukutome       | José Luis Reza           |

## Producción

### Desarrollo
Sam Raimi originalmente imaginó la idea de Thor después de hacer Darkman (1991); se reunió con Stan Lee y le ofreció el concepto a 20th Century Fox, pero no lo entendieron. Thor quedó abandonada hasta abril de 1997, cuando Marvel Studios comenzaba a expandirse con rapidez. La película ganó ímpetu después del éxito de X-Men (2000). El plan era que Thor se hiciera para televisión. UPN estaba en conversaciones para transmitirla; emocionados por la perspectiva, impulsaron un guion y se acercaron a Tyler Mane para interpretar a Thor. En mayo de 2000, Marvel Studios trajo a Artisan Entertainment para ayudar a financiarla como película, pero para junio de 2004 el proyecto aún debía patrocinarse por un estudio. Sony Pictures Entertainment finalmente obtuvo los derechos de la cinta, y en diciembre de 2004 David S. Goyer estaba en negociaciones para escribir el guion y dirigir. En 2005, aunque había conversaciones entre Goyer y Marvel, se reveló que el guionista y director ya no estaba interesado, aunque en este punto la película aún iba a distribuirse a través de Sony.
Mark Protosevich, un fan del cómic de Thor, acordó escribir el guion en abril de 2006, y el proyecto se movió a Paramount Pictures, después de adquirir los derechos de Sony. Ese año se anunció que la película sería una producción de Marvel Studios. En diciembre de 2007, Protosevich describió a sus planes para ella como «una historia de origen de superhéroes, pero no una sobre un humano que adquiere superpoderes, sino un dios que se da cuenta de su verdadero potencial. Es la historia de un dios del Antiguo Testamento que se convierte en un dios del Nuevo Testamento». En agosto de 2007, Marvel contrató a Matthew Vaughn para dirigir la película. Vaughn luego reescribió el guion de Protosevich para rebajar el presupuesto a $150 millones, ya que el primer borrador habría costado $300 millones en producir. Pretendía iniciar el rodaje a fines de 2008 y después del éxito de Iron Man, Marvel Studios anunció que su intención era estrenar Thor el 4 de junio de 2010, con Iron Man 2 siendo usada para introducir el personaje de Thor.

### Preproducción
| Thor, en su mejor momento, siempre ha tenido una clásica inclinación en cuanto a su historia, el modo en que habla y los dramas shakesperianos que comúnmente lo rodean. Ese tipo de diálogo y personaje necesitan a alguien que venga de un pasado de formación clásica para que suene forzado o artificial. Branagh es la elección perfecta. —J. Michael Straczynski, co-guionista de Thor, sobre Kenneth Branagh |

Vaughn quedó liberado cuando su contrato expiró en mayo de 2008, momento en el que Marvel fijó a Protosevich para trabajar en un nuevo borrador y comenzó a buscar un nuevo director. Guillermo del Toro entró en conversaciones para dirigir la cinta. Del Toro era un fan de la obra de Jack Kirby en los cómics, y dijo que amaba al personaje de Loki, pero deseaba incorporar más de la mitología nórdica original en la película, incluyendo un «Valhalla realmente lúgubre, [con] vikingos y lodo». Sin embargo, del Toro finalmente rechazó Thor para dirigir El hobbit. Para septiembre de 2008, D.J. Caruso había estado discutiendo asumir el proyecto, aunque no leyó el guion. Luego ese mes, se reveló que Kenneth Branagh había entrado en negociaciones para dirigir, y en diciembre de 2008, Branagh confirmó que lo habían contratado. Lo describió como «una historia humana justo en el medio de un gran escenario épico.» El director afirmó que esperaba iniciar el rodaje en enero de 2010 y Marvel Studios atrasó la fecha de estreno de la cinta de la programada el 16 de julio de 2010 al 17 de junio de 2011, casi todo un año después. Más tarde, movieron la fecha de estreno al 20 de mayo de 2011, para distanciarlo del de Capitán América: el primer vengador, otra película de Marvel programada a estrenarse el 22 de julio de 2011. En octubre de 2008, se le ofreció el papel a Daniel Craig, pero finalmente lo rechazó, citando su compromiso con la franquicia de James Bond.
En febrero de 2009, Samuel L. Jackson, que brevemente había interpretado Nick Fury al final de Iron Man, firmó para repetir su papel en Thor como parte de un acuerdo sin precedentes de nueve películas con Marvel Studios. Sin embargo, en una entrevista en abril de 2010, Jackson dijo que no aparecería en Thor. Cuando le preguntaron por qué no, el actor explicó, «No tengo idea. No estoy a cargo de tomar ese tipo de decisiones. Pensé que lo estaba; ellos dijeron que yo estaba en el negocio, y estaba como, ‘¡Ooh! ¡Tengo un trabajo!’ Llamé a mi agente y dijo, ‘Nah, no estás en ella.’ Estaba como, ‘Pues mierda, necesitan pagarme si pondrán mi nombre en ella.’» Más tarde ese mes, Jackson reveló que rodaría una escena para Thor que serviría como un «tejido conectivo» para The Avengers. También en febrero, un casting apareció buscando actores con ciertos atributos físicos para audicionar por el papel de Thor.
En mayo de 2009, Chris Hemsworth estaba en negociaciones para interpretar al personaje titular después de un proceso de ida y vuelta en el que se rechazó al actor de 25 años al principio, pero luego recibió una segunda oportunidad de audicionar para el papel. El hermano de Hemsworth, Liam, también audicionó para el papel, pero el jefe de Marvel Studios Kevin Feige lo rechazó. Al día siguiente, Marvel anunció que Tom Hiddleston, quien trabajó anteriormente con Branagh y al inicio había sido considerado para interpretar el papel principal, había sido elegido como Loki. En junio de 2009, Feige confirmó que tanto Hemsworth como Hiddleston habían firmado. Feige mencionó que la película transcurriría tanto en la Tierra moderna como en Asgard, pero que el huésped humano de Thor, el Dr. Donald Blake, no aparecería. En julio de 2009, Marvel anunció que Natalie Portman interpretaría a Jane Foster Se informó que Jaimie Alexander y Colm Feore habían unido al reparto en septiembre, con la primera interpretando a Sif y el papel del segundo sin revelar, aunque se pensaba que sería un villano. En una entrevista con el sitio de noticias sueco Ystads Allehanda, Stellan Skarsgård afirmó que se había unido al elenco, aunque no especificó su papel. Para fines de octubre, Anthony Hopkins había sido contratado como Odín en la cinta. El mes siguiente, Marvel anunció que habían elegido a los Tres Guerreros: Stuart Townsend iba a interpretar a Fandral, Tadanobu Asano a Hogun y Ray Stevenson a Volstagg. Se anunció que Idris Elba se había unido al reparto, interpretando a Heimdall. Natalie Portman reveló que Kat Dennings estaría involucrada en el proyecto, interpretando a Darcy Lewis, una colega de la Jane Foster de Portman.
En diciembre de 2009, Rene Russo se eligió como Frigga, madre de Thor y esposa de Odín. Más tarde ese mes, los actores Joseph Gatt, Troy Brenna y Joshua Cox se unieron al elenco, aunque no se reveló ninguno de sus papeles. En enero de 2010, Adriana Barraza se unió al reparto, en un papel secundario. Solo días antes de que el rodaje comenzara, Joshua Dallas reemplazó a Stuart Townsend como Fandral, citando «diferencias creativas». Cuando la producción de Spider-Man 4 se detuvo, Paramount y Marvel Entertainment adelantaron el estreno de Thor dos semanas a la fecha entonces vacante del 6 de mayo de 2011.
El Science & Entertainment Exchange le presentó a Marvel Entertainment, Kenneth Branagh, «el guionista, y a algunas personas en la parte de diseño y producción de todo» a tres físicos (Sean Carroll, Kevin Hand y Jim Hartle), así como al estudiante de física Kevin Hickerson, para que proveyeran un fondo científico realista para el universo de Thor. La consulta resultó en un cambio en la profesión de Jane Foster, de enfermera a astrofísica, y la terminología (Puente de Einstein-Rosen) para describir el puente del Bifröst.

### Rodaje

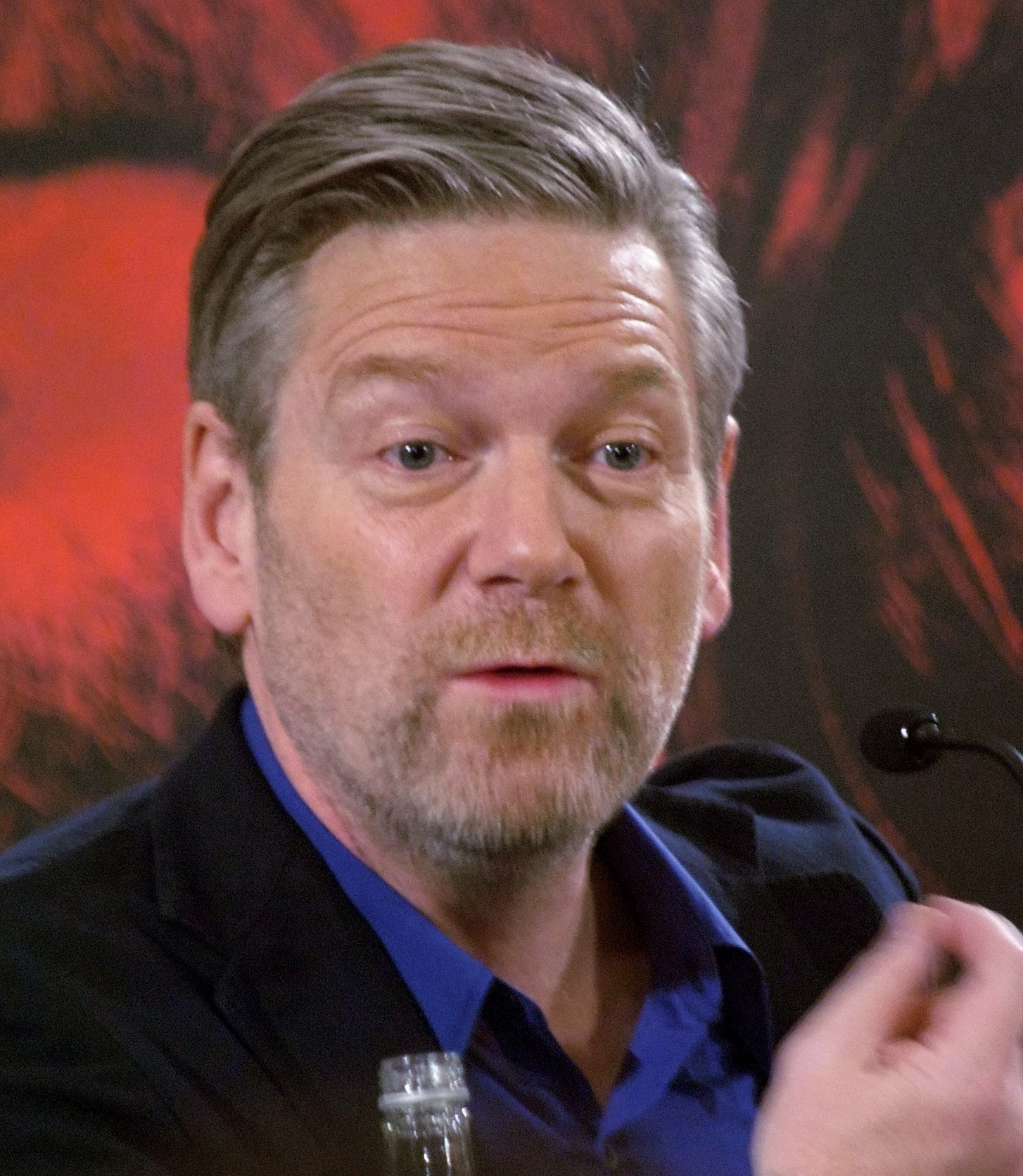
El director Kenneth Branagh promocionando la cinta en Londres en abril de 2011

En octubre de 2008, Marvel Studios firmó un contrato a largo plazo con Raleigh Studios para fotografiar sus siguientes cuatro películas —Iron Man 2, Thor, Capitán América: el primer vengador y The Avengers— en la instalación de Raleigh en Manhattan Beach, California. Production Weekly informó que el rodaje de Thor estaba programado a iniciar en Los Ángeles a mediados de enero, luego se movería a Santa Fe, Nuevo México desde marzo hasta fines de abril. La fotografía principal comenzó el 11 de enero de 2010. Unos pocos días después del inicio del rodaje, se informó que Clark Gregg había firmado para repetir su papel de Iron Man y Iron Man 2 como el Agente Coulson. En febrero, Paramount Pictures entró en negociaciones con Del Mar, California para usar un tramo de 300 yardas (274 m) de playa para rodar una escena para Thor con seis caballos corriendo por el terreno. Paramount dijo que esta línea costera era ideal por su pendiente gradual de arena hacia la línea de flotación crea oportunidades reflexivas excelentes sobre el cine. El 15 de marzo de 2010, la producción de la cinta se mudó a Galisteo, Nuevo México, donde se modificó extensamente una anticuada ciudad de película de vaqueros para las tomas.
Branagh, un fan del cómic desde la infancia, comentó sobre el desafío de unir Asgard y el mundo moderno: «Inspirado por el mundo del cómic tanto en gráfico como en composición a la vez, hemos tratado de encontrar un modo de hacer una virtud y una celebración de la distinción entre los mundos que existen en la película, pero absolutamente hacerlos vivir en el mismo mundo. Se trata de encontrar el estilo de encuadre, la paleta de colores, encontrar la textura y la cantidad de movimiento de cámara que ayude a celebrar y expresar las diferencias y distinciones de aquellos mundos. Si tiene éxito, marcará a esta película como diferente [...] La combinación de lo primitivo y lo sofisticado, lo antiguo y lo moderno, creo que potencialmente es la emocionante fusión, la emocionante tensión en la película».
Para abril, la perspectiva de rodar partes de Thor en Del Mar, California había fracasado. Paramount Pictures envió una carta informando a la ciudad que en su lugar habían elegido una ubicación no revelada del Norte de California para rodar una escena frente al mar para la cinta. La carta citaba preocupaciones del costo de mover la producción tan lejos de su sede principal.

### Posproducción

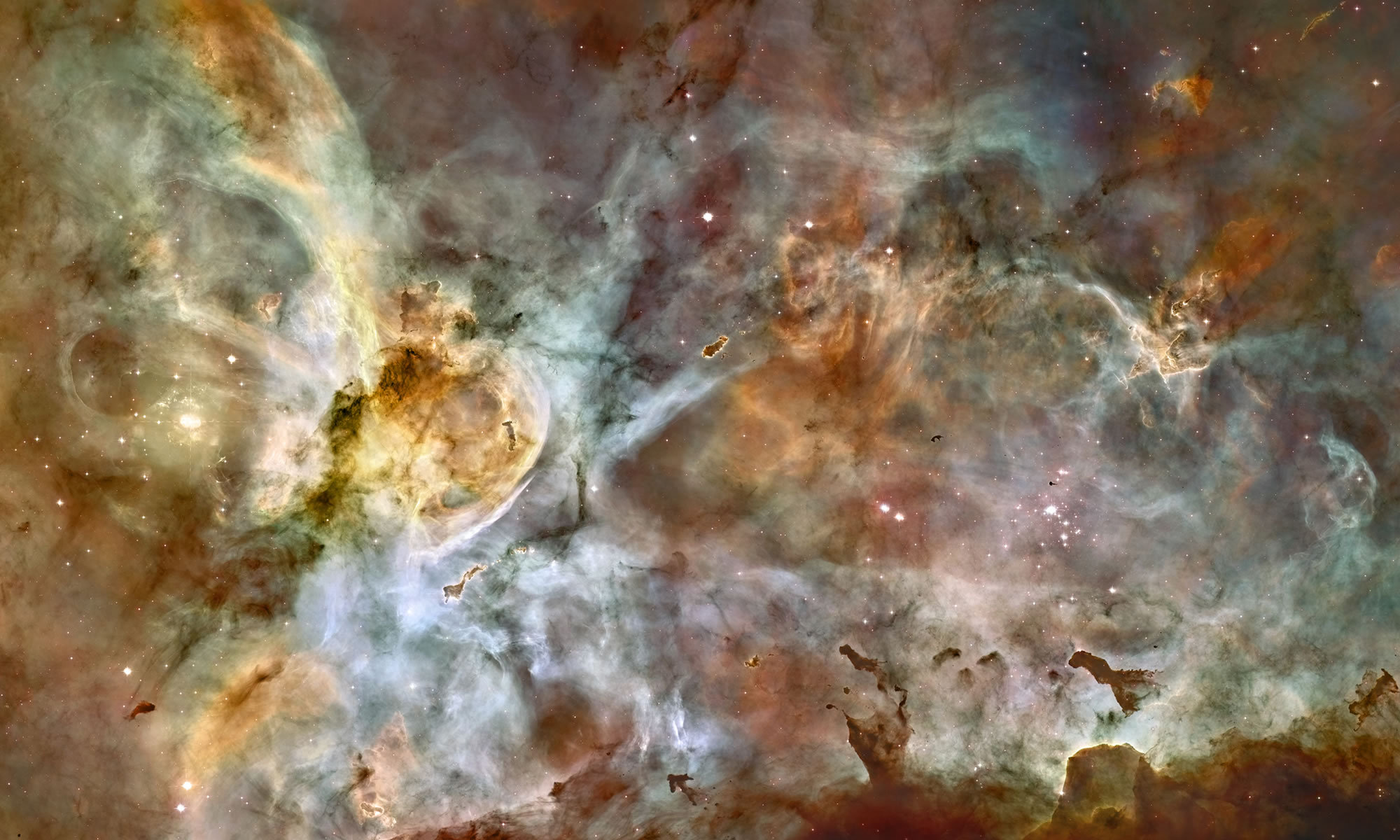
Las secuencias de viaje del Bifröst de la cinta estuvieron inspiradas en fotografía de Hubble

El rodaje de la película finalizó el 6 de mayo de 2010 y entró en fase de posproducción. Se informó en febrero de 2010 que BUF Compagnie, con sede en Francia, sería la casa de efectos visuales principal trabajando en la cinta. Digital Domain trabajó en los efectos visuales también. Branagh afirmó que BUF, que desarrolló los efectos para la corriente a través del espacio, se inspiró bastante en fotografía de Hubble y otras imágenes del espacio exterior. El director dijo que envió pinturas de estudios clásicos de J. M. W. Turner a Digital Domain para crear Jötunheim. Peter Butterworth, supervisor de efectos visuales y cofundador de Fuel VFX, dijo que la prueba más desafiante fue interpretar cómo se vería el Bifröst, «No se puede googlear cómo se ven estas coas; son totalmente imaginarias y están dentro de las mentes de los interesados. Así que extraer eso e interpretarlo para la pantalla grande fue un desafío interesante en cuanto a lo creativo. Técnicamente, probablemente crear simulaciones de fluido que pudieran dirigirse de forma artística y usarse para tanto las tomas del Bifröst como las de la cámara de Odín. Parte de la dificultad de resolver esto es que teníamos que asegurarnos de que funcionarían en estéreo.» En la película, Odín entra en lo que se conoce como el «sueño de Odín» en su cámara para regenerarse. Butterworth manifestó, «Para la cámara de Odín, desarrollamos una cúpula y una cortina de rayos de luz que se ciernen sobre la cama de Odín. Esta cúpula de luz sugiere un poder y una energía potenciados que lo revitalizan mientras duerme. Tomamos mucha referencia del mundo natural como la corona del sol y le dimos al efecto del sueño bastante volumen y espacio».
La película se estrenó en una versión 3D. En una entrevista con Los Angeles Times, Kenneth Branagh afirmó que el proceso de 3D al inicio lo hizo estremecerse, pero «Llegamos a sentir que en nuestro caso el 3D podría ser el gran amigo de la historia y el carácter para una experiencia diferente». Aunque se usó 2D para el rodaje, el productor Kevin Feige dijo que los «efectos especiales de la película se concibieron y ejecutaron desde el principio en 3D».
En octubre de 2010, salió un casting buscando actores secundarios que aparecieran en un número no revelado de nuevas tomas.
En marzo de 2011, se eliminaron las escenas que incluían a Adriana Barraza de la versión de cine durante el proceso de edición. Kenneth Branagh le envió una carta de disculpas explicando las razones del corte y su deseo de trabajar con Barraza nuevamente en el futuro. Como respuesta, Barraza dijo, «Me entristece porque la película es genial y porque estaba actuando junto a algunos tremendos actores que admiro mucho, pero entiendo la naturaleza de las películas, y no es la primera ni la última vez que se cortarán escenas». Barraza aparece en solo una escena en la versión de cine de la cinta. Ese mismo mes, Douglas Tait reveló que había realizado captura de movimiento para los Gigantes de Hielo. Sobre su contratación, Tait dijo, «Mido 6'5" [1,95 m] y tengo un físico atlético y delgado, y ellos contrataron a tipos que medían 6'7" [2 m] y más, y pesaban más de 113 kg. Durante la edición de la película, ellos querían hacer aún más grandes y rápidos. Hicieron audiciones otra vez y Kenneth Branagh me eligió para realizar los movimientos de captura de movimiento de los Gigantes de Hielo».
En abril de 2011, IMAX Corporation, Paramount Pictures y Marvel Entertainment anunciaron que habían llegado a un acuerdo para estrenar la película en pantallas IMAX 3D digitales. El estreno marcó la continuación de la sociedad entre las empresas, que había iniciado en Iron Man 2.
La escena después de créditos en la que el Erik Selvig de Skarsgård se ve cara a cara con el Nick Fury de Samuel L. Jackson fue dirigida por Joss Whedon, director de The Avengers (2012).

## Música
El compositor Patrick Doyle escribió la banda sonora de la película, ya que es colaborador de Branagh con frecuencia. Doyle describió Thor como «la película de más alto perfil comercial que hice desde Frankenstein», agregando que el proceso de composición tuvo el desafío de tratar de encontrar un tono que encajara con la dualidad de Asgard y la Tierra. Así, Doyle y Branagh tenían discusiones frecuentes sobre la dirección musical, con el director sugiriendo una sensación contemporánea y un balance entre la música y «grandes imágenes [que] no estaban de ningún modo hiperbolizadas», y el compositor a su vez implementando «un fuerte sentido melódico, al que él responde en mi obra». Ya que Doyle declaró que su propio pasado celta lo hizo familiar con la mitología nórdica, una vieja canción de folclore celta también fue una inspiración para el leitmotiv de Thor. Buena Vista Records un álbum de banda sonora en abril de 2011.
La cinta también cuenta con una canción de los Foo Fighters, «Walk», tanto en una escena donde un Thor sin poderes comparte unos tragos con Selvig en un bar, como en los créditos finales. El presidente de Marvel Kevin Feige dijo que «Walk» fue una adición de último minuto, que el equipo sintió que tenía «esta letra y temas misteriosamente apropiados» al escucharla. Branagh en particular pensó que «esta letra sobre volver a aprender a caminar» era propia «de [una] película sobre redención, aprender a ser un héroe.»

## Estreno
La premier mundial de Thor tuvo lugar el 17 de abril de 2011, en el cine Event Cinemas en George Street, Sídney. La premier en EE. UU. se llevó a cabo el 2 de mayo de 2011, en El Capitán Theatre en Los Ángeles, California. Isaiah Mustafa fue el anfitrión del evento, que se transmitió en vivo en el sitio oficial de Marvel. La película se estrenó el 21 de abril de 2011 en Australia, y el 6 de mayo en los Estados Unidos.

### Comercialización

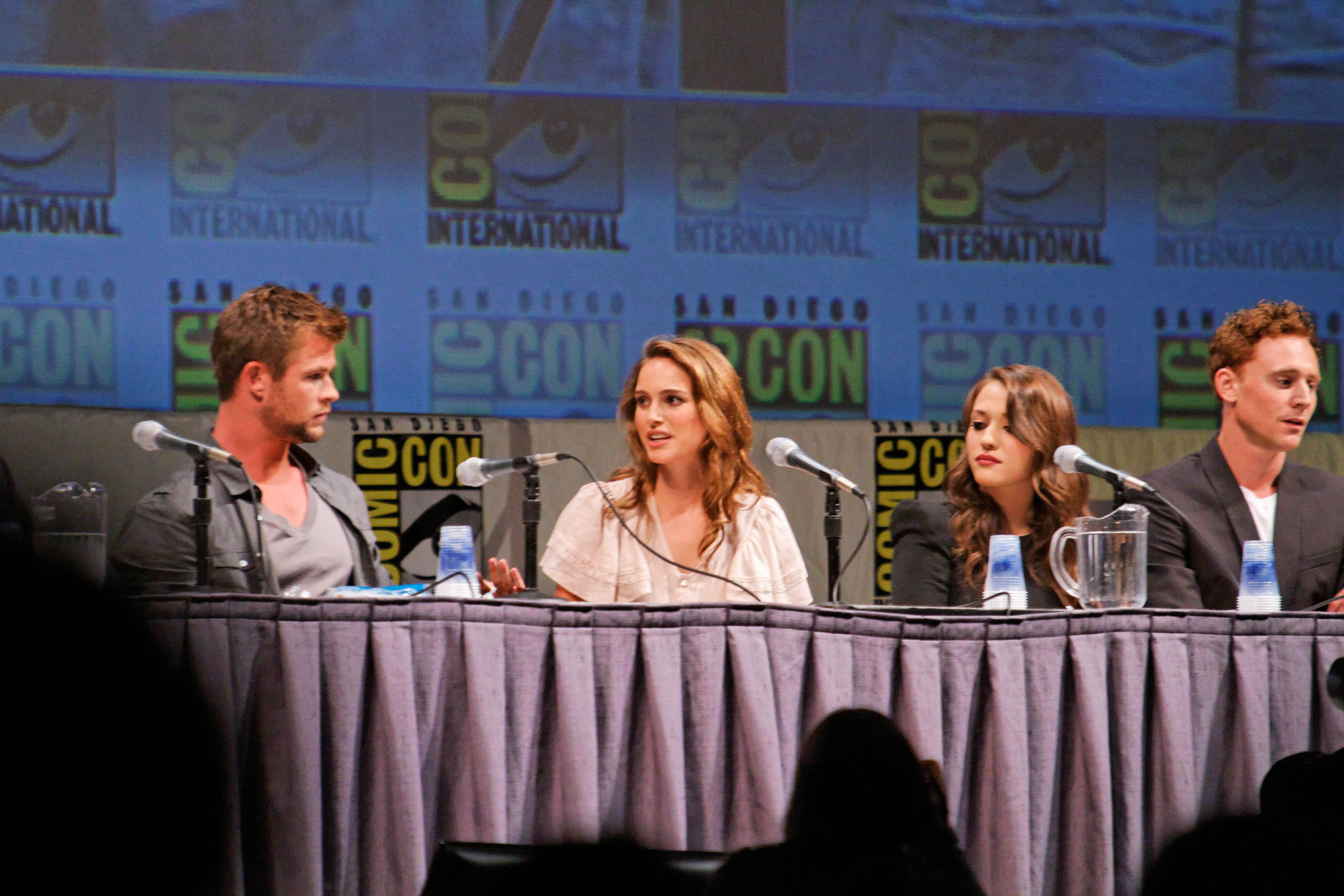
Hemsworth, Portman, Dennings y Hiddleston en la Convención Internacional de Cómics de San Diego de 2010

En julio de 2010, Marvel Studios llevó a cabo un panel de Thor en la Convención Internacional de Cómics de San Diego de 2010 durante el cual Kenneth Branagh junto con Chris Hemsworth, Natalie Portman, Kat Dennings, Tom Hiddleston y Clark Gregg discutieron sobre la película y mostraron algunos clips de ella. Unos días después, esas imágenes se filtraron en la Internet. El primer anuncio de televisión se transmitió durante el Super Bowl XLV en la cadena Fox en los Estados Unidos. La tarifa por hacer anuncios durante el juego fue de aproximadamente $3 millones por cada 30 segundos. Marvel Studios y Acura lanzaron una promoción de comercialización viral conjunta en la Chicago Comic & Entertainment Expo de 2011. Entre otros socios promocionales oficiales se encontraron Burger King, Dr Pepper, 7 Eleven y Visa. En mayo de 2012, el presidente de imprenta, animación y digital de Marvel Entertainment, Dan Buckley, y el redactor jefe de Marvel Comics, Axel Alonso, sonaron la campana de cierre de la Bolsa de Nueva York en celebración del estreno en cines de Thor.
Una escena después de créditos en la película Iron Man 2 mostró a Coulson informando el descubrimiento de un gran martillo en el desierto. Rick Marshall de MTV News creyó que era el arma Mjölnir perteneciente a Thor, escribiendo, «Continúa la gran tradición de conectar la película a otra propiedad en desarrollo alrededor del universo de películas de Marvel.» En la pista de comentarios de la versión casera de Iron Man 2, el director de esta, Jon Favreau, dijo que «esta es una escena de Thor».
Marvel Animation anunció una serie animada de 26 episodios en noviembre de 2008, para transmitirse a fines de 2010 antes del estreno de la película de Marvel Studios. La compañía lanzó una película animada directamente para DVD, Thor: Tales of Asgard, para coincidir con la película de acción en vivo.
Sega desarrolló un videojuego titulado Thor: dios del trueno basado en la película, usando las voces y apariencias de los actores Chris Hemsworth, Tom Hiddleston y Jaimie Alexander, y fue lanzado el 3 de mayo de 2011.

### Versión casera
En julio de 2011, Marvel Studios y Paramount Pictures anunciaron el lanzamiento de Thor en Blu-ray 3D, Blu-ray Disc y Blu-ray. Los discos salieron a la venta el 13 de septiembre de 2011 en tres ediciones: un DVD de un disco, un combo Blu-ray y DVD de dos discos, y un combo Blu-ray, DVD y 3D de tres discos. Todos los paquetes contienen escenas eliminadas y un vistazo a The Avengers. Los paquetes de 2 y 3 discos incluyen una copia digital, el primero de una serie de Marvel One-Shots, El consultor, y 7 cortometrajes de detrás de escenas.
Branagh dijo que el DVD contiene al menos 20 minutos de escenas eliminadas. El director afirmó que las imágenes contienen «cosas como los padres asgardianos, Odín y Frigga, interpretada por la hermosa Rene Russo, hay algunas escenas hermosas allí que creo que la gente disfrutará. Y, ciertamente, Thor y Loki interactuando de diferentes modos que rellenan en un poco de historia de fondo, que fue parte de nuestro ensayo e investigación.» En su primera semana de lanzamiento, Thor quedó en el primer puesto en la lista de ventas Blu-ray y DVD y lideró la lista de alquileres de la semana de Home Media Magazine.
La cinta también formó parte de la caja recopilatoria de diez discos titulada «Marvel Cinematic Universe: Phase One - Avengers Assembled», que incluye todas las películas de la Fase Uno en el Universo cinematográfico de Marvel. Fue lanzada el 2 de abril de 2013.

## Recepción

### Crítica

#### Anglosajona
El sitio de reseñas Rotten Tomatoes informó que el 77% de los críticos reaccionaron de manera positiva a la película, con una puntuación promedio de 6.7/10 basada en 276 reseñas. El consenso del sitio dice, «Una superproducción deslumbrante que modera su alcance arrollador con ingenio, humor y drama humano, Thor es poderoso entretenimiento de Marvel.» Metacritic le dio a la cinta una puntuación promedio normalizada de 57, basada en 40 reseñas.
La cinta recibió en su mayoría críticas positivas. Richard Kuipers de Variety dijo, «Thor entrega la mercancía, siempre que se patean traseros y hay conflictos familiares en dimensiones celestiales, pero es menos emocionante durante el más bien breve destierro del dios guerrero nórdico en la Tierra». Megan Lehmann de The Hollywood Reporter escribió, «el dios del trueno lanzador de martillos inaugura este verano de superhéroes con una explosión». Peter Travers, de la Rolling Stone, opinó que «Thor hábilmente tiene ambas cosas, peso y corazón, solo en ocasiones tropezando con los lomos de burro en el guion», y que «aparece como un trueno, entregando fuegos artificiales épicos que no descuidan las chispas dramáticas encendidas entre padre e hijo, entre hermanos, y amantes de dos mundos diferentes.» Jim Vejvoda de IGN comentó que la película «puede no ser muy innovador para películas de cómics, pero es un sólido entretenimiento más notable por tomar lo que podría haber material totalmente cursi y hacerlo dramático e identificable», agregando que hay «acción y elementos de otro mundo para apaciguar a los verdaderos fanes y posiblemente incluso ganarse a algunos escépticos, y suficiente humor y humanidad para atraer al público general.» Claudia Puig, de USA Today, elogió la actuación, la comicidad, la química entre los miembros del reparto y los efectos visuales, llamando al filme «alegre y estruendosamente divertido». Chris Hewitt de la revista Empire elogió principalmente las secuencias entre «las tres H», refiriéndose a Hemsworth, Hopkins y Hiddleston, como «algo apasionante». llamando En el Chicago Sun-Times, a Richard Roeper le gustó la cinta «Gracias en mayor parte a una actuación encantadora, divertida y victoriosa del actor australiano Chris Hemsworth en el papel titular, Thor es el debut de superhéroe más entretenido desde la Spider-Man original.»
Entre las reseñas negativas, Roger Ebert del Chicago Sun-Times le dio una reseña negativa, afirmando, «Thor es un fracaso como película, pero un éxito como comercialización, una ilustración de la antigua táctica carnavalesca de decirles cualquier cosa a los tontos para que entren en la tienda». A A. O. Scott de The New York Times también le desagradó la película, llamándola «un ejemplo del triunfo programado de cálculo comercial sobre la imaginación». Kenneth Turan de Los Angeles Times tuvo sentimientos mixtos, describiendo al filme como «un punto estático entre elementos predecibles y otros inesperados». Turan elogió las actuaciones de Hemsworth, Hopkins y Elba, pero encontró inconsistentes a los efectos especiales y derivativa a la línea argumental de la Tierra.

#### Hispanohablante
A diferencia de su recepción en Norteamérica, la cinta recibió opiniones negativas en el mercado hispanohablante. Diego Batlle del diario La Nación, en una de las pocas reseñas positivas, comentó que «Thor le permite a Branagh desarrollar un par de escenas dignas de la tragedia shakesperiana, aunque el resto del relato está destinado a cumplir con la oferta de toda superproducción de superhéroes: desde explosivas escenas de acción hasta exóticas formas de vida en planetas lejanos», pero agregó que «surge como un producto bastante sólido y atrapante en buena parte de su relato.»
Diego Lerer, del diario Clarín, escribió que «es muy tentador ponerse “shakesperiano” y decir que Thor es un filme “lleno de ruido y furia, que no significa nada”. Y algo de eso hay en esta nueva superproducción de un cómic de Marvel que marca la aparición de otro superhéroe de la escudería», argumentando que la cinta «es una presentación de personajes más que un filme bien hecho y derecho.» Jordi Costa del diario El País habló sobre la elección del director: «Algún ejecutivo visionario debió de pensar que no había mejor opción que un lector de Shakespeare para dotar de grandilocuencia esta historia de dioses (nórdicos) y hombres (unidimensionales). Su sorpresa puede haber sido mayúscula al encontrarse con este aparatoso ejercicio kitsch, donde el reino de Asgard se materializa como el sueño, delirante y rococó, de un astrónomo afecto a Bulgari y Swarovski», agregando que «cabe lamentar que el conjunto solo oscile entre lo correcto y lo ridículo». Jordi Batlle Caminal, de La Vanguardia, también criticó la dirección, comentando que Thor «es cualquier cosa menos una obra de Branagh», y que resulta en «es otra fantasía de superhéroes confeccionada con decoro pero escasa sustancia, muy atenta a captar a un público masivo y no sólo al connaisseur [del español: conocedor] (que saldrá sumamente decepcionado)». Agregó que, aunque hay «algunos pasajes atractivos» y «escenas espectaculares», «en su conjunto, Thor resulta fatigosa».

### Taquilla
Thor recaudó $181 millones en Norteamérica y $268.3 millones en otros territorios, para un total internacional de $449.3 millones. También fue la 15.ª película más recaudadora de 2011.

#### Norteamérica
La película se estrenó en Norteamérica el 6 de mayo de 2011 en 3955 cines con $25.5 millones (incluyendo $3.3 millones de funciones nocturnas en alrededor de 1800 cines) y llegó a ganar $65.7 millones durante su primer fin de semana, quedando en primer lugar. $6.2 millones de la suma total salieron de 214 cines IMAX 3D. Las presentaciones en 3D en 2737 ubicaciones (un récord en el momento) lograron un 60% de la recaudación total. Se convirtió en la décima cinta más recaudadora de 2011 en Norteamérica y la más recaudadora basada en cómics entre mayo y agosto de 2011.

#### Otros territorios
La película se estrenó solamente en Australia el 21 de abril de 2011, generando $5.8 millones y quedando en segundo lugar detrás de Fast Five de Universal Pictures. La taquilla de la cinta fue solo un 1% mayor que la de Iron Man en su estreno en Australia en 2008, el estreno de Marvel más popular en ese momento. La semana siguiente, Thor se estrenó en 56 mercados y obtuvo $89.2 millones a lo largo del fin de semana. En ganancias totales, sus países más recaudadores después de Norteamérica fueron el Reino Unido ($22.5 millones), Australia ($20.1 millones) y México ($19.5 millones).

### Premios
| Premio                        | Categoría                                                  | Receptores y nominados                                                                | Resultado | Ref.    |
| ----------------------------- | ---------------------------------------------------------- | ------------------------------------------------------------------------------------- | --------- | ------- |
| Premio Empire                 | Mejor revelación masculina                                 | Tom Hiddleston                                                                        | Ganador   | [ 156 ] |
| Premio Empire                 | Mejor ciencia ficción o fantasía                           |                                                                                       | Ganadora  | [ 156 ] |
| Premio Empire                 | El arte del 3D presentado por RealD                        | Nominada                                                                              |           | [ 156 ] |
| MTV Movie Awards              | Mejor héroe                                                | Thor                                                                                  | Nominado  | [ 157 ] |
| People's Choice Awards        | Película de acción favorita                                |                                                                                       | Nominada  | [ 158 ] |
| People's Choice Awards        | Superhéroe de cine favorito                                | Chris Hemsworth                                                                       | Nominado  | [ 158 ] |
| Premios Saturn                | Mejor película de fantasía                                 |                                                                                       | Nominada  | [ 159 ] |
| Premios Saturn                | Mejor actor de reparto                                     | Tom Hiddleston                                                                        | Nominado  | [ 159 ] |
| Premios Saturn                | Mejor diseño de producción                                 | Bo Welch                                                                              | Nominado  | [ 159 ] |
| Premios Saturn                | Mejor vestuario                                            | Alexandra Byrne                                                                       | Ganadora  | [ 159 ] |
| Scream Awards                 | El grito definitivo                                        |                                                                                       | Nominada  | [ 160 ] |
| Scream Awards                 | Mejor película de fantasía                                 |                                                                                       | Nominada  | [ 160 ] |
| Scream Awards                 | Mejor superhéroes                                          | Chris Hemsworth como Thor                                                             | Nominado  | [ 160 ] |
| Scream Awards                 | Mejor actriz de reparto                                    | Jaimie Alexander                                                                      | Nominada  | [ 160 ] |
| Scream Awards                 | Actuación memorable — Femenino                             | Jaimie Alexander                                                                      | Nominada  | [ 160 ] |
| Scream Awards                 | Actuación memorable — Masculino                            | Chris Hemsworth                                                                       | Nominado  | [ 160 ] |
| Scream Awards                 | Actuación memorable — Masculino                            | Tom Hiddleston                                                                        | Nominado  | [ 160 ] |
| Scream Awards                 | Mejores efectos                                            |                                                                                       | Nominada  | [ 160 ] |
| Scream Awards                 | Mejor película de cómic                                    |                                                                                       | Nominada  | [ 160 ] |
| Teen Choice Awards            | Destacado: Masculino                                       | Chris Hemsworth                                                                       | Nominado  | [ 161 ] |
| Visual Effects Society Awards | Mejor entorno creado en una película de acción en vivo     | «Observatorio de Heimdall»: Pierre Buffin, Audrey Ferrara, Yoel Godo, Dominique Vidal | Nominados | [ 162 ] |
| Visual Effects Society Awards | Mejor fotografía virtual en una película de acción en vivo | Xavier Allard, Pierre Buffin, Nicolas Chevallier                                      | Nominados | [ 162 ] |

## Secuelas

### Thor: The Dark World
Una secuela, Thor: The Dark World, dirigida por Alan Taylor, se estrenó el 8 de noviembre de 2013. Hemswoth y Hiddleston repiten sus papeles como Thor y Loki, respectivamente, junto con otros de la primera película. Christopher Eccleston se une al reparto como el elfo oscuro Malekith.

### Thor: Ragnarok
Thor: Ragnarok se estrenó el 3 de noviembre de 2017. Stephany Folson escribió el guion, con Kevin Feige nuevamente como productor. Hemsworth, Hiddleston y Alexander repitieron sus papeles como Thor, Loki y Sif, respectivamente. mientras Mark Ruffalo aparece como Bruce Banner/Hulk, repitiendo su papel de películas del UCM anteriores.

### Thor: Love and Thunder
Thor: Love and Thunder se estrenó el 8 de julio de 2022. Taika Waititi regresa como director y guionista, con Kevin Feige como productor. Chris Hemsworth, Tessa Thompson, Jaimie Alexander y Natalie Portman repiten sus papeles como Thor, Valquiria, Lady Sif y Jane Foster, respectivamente, con esta última asumiendo el papel de Mighty Thor.